# Kanton Cusset
 Cusset is een kanton van het Franse departement Allier. Het kanton maakt deel uit van het arrondissement Vichy.
 Het telt 17.347  inwoners in 2018.

Het kanton  werd gevormd ingevolge het decreet van 27 februari 2014 met uitwerking op 22 maart 2015. Het bestaat uit het voormalige kanton Cusset-Nord en het gedeelte van de gemeente Cusset dat bij het kanton Cusset-Sud hoorde.

## Gemeenten
Het kanton omvat volgende gemeenten :
- Bost
- Creuzier-le-Neuf
- Creuzier-le-Vieux
- Cusset